# Charles Kaisin
Pour les articles homonymes, voir Kaisin.
Charles Kaisin est un designer, architecte et scénographe belge né le 5 décembre 1972. Il conçoit des objets, des aménagements d'espaces ou des défilés de mode mais également des Dîners Surréalistes et des Installations Origamis Il a réalisé des projets pour les bureaux parisiens du Louvre Abou Dabi, Swatch, le site du Grand-Hornu ou le maroquinier Delvaux.

## Biographie
Charles Kaisin est né le 5 décembre 1972 ; il grandit dans le village de Devant-les-Bois, dans la région wallonne en Belgique.
En 1997, il réalise un stage dans les ateliers de l'architecte Jean Nouvel à Paris puis du sculpteur Tony Cragg en Allemagne. Ces expériences l'ont conduit à développer un style mêlant innovation technique et audace créative.
Après des études en architecture à l'Institut Supérieur d'Architecture Saint-Luc de Bruxelles, Charles Kaisin participe à un programme d'échange à l'Université des arts de Kyoto en 2000 où il découvre l'origami, une pratique japonaise ancestrale qui allie précision, dextérité et exploration de l'espace. En 2001, il est diplômé de la classe de Ron Arad au Royal College of Art de Londres où il s'est perfectionné dans le design expérimental,,.
Depuis 2005, il est professeur de design à la faculté d'architecture, d'ingénierie architecturale, d'urbanisme (LOCI).

## Diners Surréalistes
Depuis 2012, Charles Kaisin organise des Diners Surréalistes, des événements immersifs combinant haute gastronomie, scénographies extravagantes et thématique inspirées par le surréalisme,. Les invités sont conviées dans des lieux atypiques : une rame de métro, une église ou encore le casino de Monte-Carlo. Ces endroits servent de décor à des mises en scène précise où chaque détail compte jusqu'à la tenue des serveurs.
L'idée de ces dîners surréalistes est née d'une expérience personnelle. Lors de son stage à l'atelier de Jean Nouvel, Charles Kaisin a séjourné plus longtemps que prévu dans la famille Guerrand-Hermès. Afin de les remercier, il a organisé un diner surréaliste. Une soprano de l'Opéra royal de La Monnaie chantait dans une salle où trônait un arbre entouré d'oiseaux en liberté et chaque convive était servi par un serveur attitré. Cette mise en scène aussi inattendue est devenue sa signature. Depuis ce jour, le concept est en constante expansion. Les thèmes et lieux sont tenus secrets jusqu'au jour du Dîner et ils changent à chaque édition,.
Plusieurs marques font appel à Charles Kaisin pour organiser des Dîners Surréalistes tel que Rolls Royce (octobre 2016), Louis Roederer (241st Anniversary : octobre 2017), Casino de Monte-Carlo (L'Art du Jeu, le Jeu de l'Art avril : 2027, The game of love and chance : décembre 2017), Kanal - Centre Pompidou de Paris (Le songe en noir et blanc : 2018), Cartier (Les galaxies de Cartier : 2019 et 2022), Piaget (Piaget Golden Oasis : 2019), Hermès (Let's Play : novembre 2018, 2022), Veuve Cliquot (250th Anniversary : février 2022), Proximus (Proud to be Belgian : décembre 2022), Meurice (Metamorphosis : mars 2023), Benetti (150th Anniversary : juin 2023), Brafa (janvier 2024).

## Installations origamis
C'est à Kyoto lors de ses études que Charles Kaisin développe sa fascination pour le pliage. La pratique de l'origami occupe une place centrale dans ses œuvres,.
Ses installations sont composées de milliers d'origamis assemblés avec une précision artisanale pour former des structures en 3D complexes. Les pliages prennent vie sous forme d'éléments sculpturaux tels que des animaux comme des colombes par exemple et se déclinent sous forme de suspensions aériennes, de murs géométriques ou encore de décors immersifs.
En 2020, durant la pandémie de Covid-19, il a lancé le projet participatif Origami for Life invitant le public à confectionner des origamis. Chaque oiseau confectionné par le public donnait lieu à un don de 5 euros à la Fondation Erasme de Bruxelles pour soutenir la recherche médicale. Cette initiative a permis de collecter plus de 20 000 pliages formant une installation de 5m de haut sur 16m de long exposée au Kanal-Centre Pompidou de Bruxelles.

## Réalisations
Dans le cadre de son travail sur le recyclage,, il transforme une bouteille vide en verre de table, détourne en saladier le hublot d’une machine à laver, conçoit du mobilier résistant à base de papier journal, crée des sacs et vêtements à partir de sacs en plastique — destinés à l'emballage des courses — qu’il chauffe et presse.
Charles Kaisin est surtout connu pour son banc K-bench, une assise de plastique en nid d'abeilles, aussi déclinée en papier journal.
Il conçoit la direction artistique et les packaging recyclables de la marque de cosmétique Maison Éole.

## Architecture
Charles Kaisin est connu pour différents projets créatifs, y compris les projets de design d'intérieur, les installations et la conception de produits, mais également l'architecture en général.
L'ancienne cité impériale de Marrakech, connue pour ses souks, ses places animées, mais surtout pour son architecture, est la ville qu'a choisie le designer. Le Riante Riad, composé de 12 chambres au style individuel et situé dans le quartier le plus ancien de la ville , est un refuge tranquille entièrement conçu par le designer belge .
En 2015, il signe également l'aménagement intérieur de Kilikio Paris, une boutique méditerranéenne où les influences grecques prennent vie à travers une installation murale en pixels représentant un paysage grec.

## Expositions
- Internationales Design Zentrum Berlin : Rétrospective (Octobre 2008)
- Grand-Hornu Images au Grand-Hornu : Rétrospective (Mai 2009)[3]
- Grand Palais (Paris) : exposition de hairy chair
- Mudam (Museum d’Art Moderne, Luxembourg) : K-Bench
- Carrousel du Louvre (Paris) : Newspaper Bench
- Kyoto Art Center : recycled paper chair
- Collectible Fair : Recto-Verso (mars 2019)
- Kanal - Centre Pompidou : Origami For Life (juin 2020)[40]
- Cathédrale Saints-Michel-et-Gudule : Origami For Life (juillet 2020)[29]
- Galeries Royales Saint-Hubert : Origami For Life (décembre 2020)[29]
- Palais de Tokyo : Origami For Life (janvier 2021)[40],[30]